# Jim Webb
Jim Webb, rodným jménem James Henry Webb, Jr., (* 9. února 1946) je americký demokratický politik. Narodil se ve městě St. Joseph v Missouri jako druhý ze čtyř dětí. Po dokončení střední školy docházel na Univerzitu Jižní Kalifornie, později na United States Naval Academy. V letech 1968 až 1979 byla jeho manželkou politička Barbara Samorajczyk. V roce 2007 nahradil George Allena na postu senátora za stát Virginie. O šest let později jej zde nahradil Tim Kaine. V roce 1978 vydal román Fields of Fire.